# نويس دويتشلاند
نويس دويتشلاند (بالألمانية: Neues Deutschland)‏ هي صحيفة يومية إقليمية، تركز بشكل خاص على قرائها من شرق ألمانيا، يقع مقرها في برلين. تأسست الصحيفة في 23 أبريل 1946.

## وصلات خارجية
- موقع ألمانيا الجديدة